# Sophora polyphylla
Sophora polyphylla là một loài thực vật có hoa trong họ Đậu. Loài này được Urb. miêu tả khoa học đầu tiên năm 1928.